# إن إم إل الدجاجة
إن إم إل الدجاجة، المعروف أيضًا باسم V1489 الدجاجة (NML Cyg أو V1489 Cyg)، هو نجم عملاق أحمر فائق أو عملاق أحمر يقع في كوكبة الدجاجة. يُعد من بين أكبر النجوم المعروفة حاليًا، وربما يكون واحدًا من أكثر النجوم العملاقة الباردة سطوعًا وكتلة، وكذلك أحد ألمع النجوم في مجرة درب التبانة.
تُقدر المسافة بين إن إم إل الدجاجة والأرض بحوالي 1.6 فرسخ فلكي (حوالي 5,300 سنة ضوئية). ينتمي هذا النجم إلى تجمع الدجاجة OB2، وهو أحد أقرب التجمعات النجمية الضخمة إلى الشمس، ويمتد على مساحة تقارب 2 درجة في السماء أو 30 فرسخ فلكي في نصف القطر، على مسافة 1.74±0.2 كيلوبارسك.
بناءً على المسافة المقدرة وقطره الزاوي البالغ 7.8±0.64 مللي قوس ثانية، فإن نصف قطر إن إم إل الدجاجة يُقدر بحوالي 1,350 ضعف نصف قطر الشمس. ولو وُضع في مركز النظام الشمسي، لمتد سطحه إلى ما بعد مدار كوكب المشتري.

## التاريخ الرصدي
اكتشف نجم إن إم إل الدجاجة عام 1965 على يد علماء الفلك الأمريكيين نيوباور، مرتز، وليتون، الذين رصدوا نجمين شديدي الاحمرار والسطوع، حيث كان لونهما متوافقًا مع درجة حرارة جسم أسود تبلغ 1000 كلفن. اشتُق اسم "NML" من الأحرف الأولى لأسماء هؤلاء المكتشفين الثلاثة. أما النجم الثاني الذي تم اكتشافه، فقد أُطلق عليه مؤقتًا اسم "NML Tauri"، لكنه يُعرف الآن باسم "IK Tauri"، وهو نجم متغير من نوع ميرا.

لاحقًا، حصل إن إم إل الدجاجة على التسمية "V1489 Cygni" بسبب التغيرات الصغيرة شبه المنتظمة في سطوعه، لكنه لا يزال يُعرف غالبًا باسمه الأصلي "NML Cygni". بدأت دراسة تركيبته الكيميائية عندما اكتشف ماسرات الهيدروكسيل (OH) عند تردد 1612 ميجاهرتز عام 1968. كما عثر على جزيئات أخرى في غلافه المحيط، مثل الماء (H₂O)، وأول أكسيد الكربون (CO)، والسيليكون (SiO)، وسيانيد الهيدروجين (HCN)، وثاني أكسيد الكبريت (SO₂)، وكبريتيد الهيدروجين (H₂S).

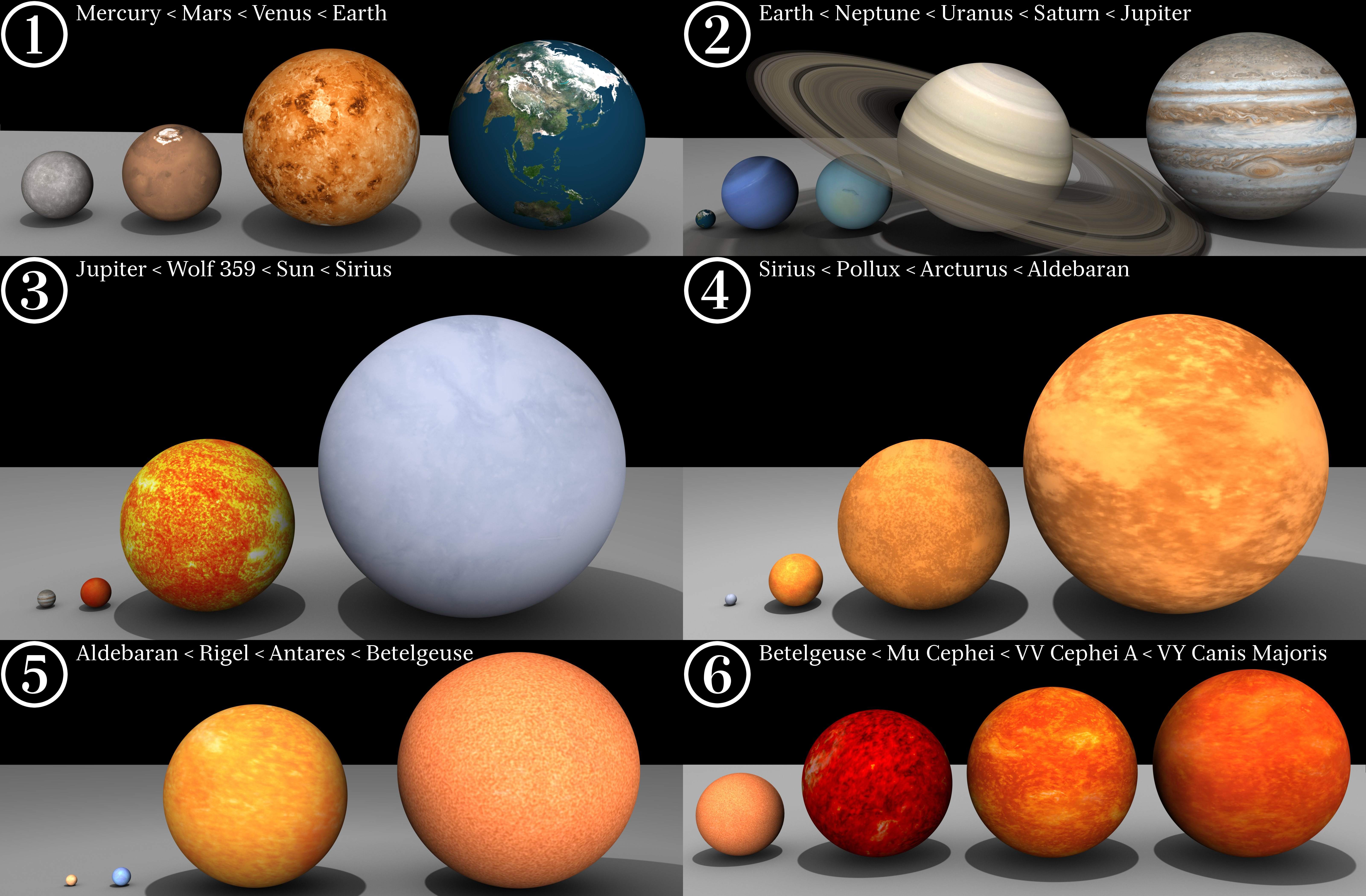
الأحجام النسبية لكواكب المجموعة الشمسية ومقارنتها بأحجام النجوم العملاقة ومن ضمنها نجم الدجاجة NML
- عطارد <المريخ <الزهرة <الأرض
- الأرض <نبتون <أورانوس <زحل <المشتري
- المشتري <قنطور الأقرب <الشمس <الشعرى اليمانية
- الشعرى اليمانية <رأس التوأم المؤخر <السماك الرامح <الدبران
- الدبران <رجل الجبار <قلب العقرب <منكب الجوزاء
- منكب الجوزاء <يو واي سكوتي <NML Cygni <في واي الكلب الأكبر.

1. عطارد <المريخ <الزهرة <الأرض
2. الأرض <نبتون <أورانوس <زحل <المشتري
3. المشتري <قنطور الأقرب <الشمس <الشعرى اليمانية
4. الشعرى اليمانية <رأس التوأم المؤخر <السماك الرامح <الدبران
5. الدبران <رجل الجبار <قلب العقرب <منكب الجوزاء
6. منكب الجوزاء <يو واي سكوتي <NML Cygni <في واي الكلب الأكبر.

## اقرأ أيضا
- قائمة أكبر النجوم
- يو واي سكوتي
- في في الملتهب